# Liste der Naturdenkmale in Landstuhl
Die Liste der Naturdenkmale in Landstuhl nennt die im Stadtgebiet von Landstuhl ausgewiesenen Naturdenkmale (Stand 2. April 2013).

## Naturdenkmale
| Nr.         | Bezeichnung          | Lage                                                                    | Beschreibung                                                          | Bild                                    |
| ----------- | -------------------- | ----------------------------------------------------------------------- | --------------------------------------------------------------------- | --------------------------------------- |
| ND-7335-223 | Schloßberg           | düslich der Stadt am Schloßberg unterhalb von Burg Nanstein Lage        | Hangwald; flächenhaftes Naturdenkmal                                  | mehr Fotos \| Fotos hochladen           |
| ND-7335-224 | Fleischackerloch     | westlich der Stadt Lage                                                 | Felsenschlucht; flächenhaftes Naturdenkmal                            | mehr Fotos \| Fotos hochladen           |
| ND-7335-225 | Krämerstein          | westlich der Stadt unterhalb des Landstuhl Regional Medical Center Lage | Buntsandsteinformation                                                | mehr Fotos \| Fotos hochladen           |
| ND-7335-227 | Mammutbäume          | südwestlich der Stadt an der L 465 Lage                                 | Sequoiadendron giganteum, sieben Bäume, 1861 gepflanzt, ca. 40 m hoch | mehr Fotos \| Fotos hochladen           |
| ND-7335-289 | Linde an der Ölmühle | Mühlstraße, hinter Nr. 2 Lage                                           | Tilia sp.                                                             | Direkt Bild zu diesem Denkmal hochladen |

## Ehemalige Naturdenkmale
| Nr.         | Bezeichnung    | Lage                         | Beschreibung                                      | Bild            |
| ----------- | -------------- | ---------------------------- | ------------------------------------------------- | --------------- |
| ND-7335-226 | Kapellenlinden | Ludwigstraße, bei Nr. 4 Lage | Tilia sp., mehrere Bäume; der letzte 2019 gefällt | Fotos hochladen |